# Zjizn prekrasna
Zjizn prekrasna (russisk: Жизнь прекрасна) er en spillefilm fra 1979 af Grigorij Tjukhraj.

## Medvirkende
- Giancarlo Giannini som Antonio Murillo
- Ornella Muti som Maria
- Stefano Madia som Paco
- Enzo Fiermonte
- Luigi Montini